# Seven Femenino de España
El Seven Femenino de España es un torneo anual femenino de rugby 7 que se disputa en España desde 2022. Forma parte de la Serie Mundial Femenina de Rugby 7. 
Desde su primera edición en 2022, se disputa conjuntamente con el torneo masculino.
Su actual campeón es la selección de Australia.

## Palmarés
| Año     | Sede                             | Campeón        | Marcador | Subcampeón |
| ------- | -------------------------------- | -------------- | -------- | ---------- |
| 2022-I  | Estadio Ciudad de Málaga, Málaga | Estados Unidos | 35 - 10  | Rusia      |
| 2022-II | Estadio de La Cartuja, Sevilla   | Australia      | 17 - 12  | Irlanda    |
| 2024    | Estadio Metropolitano, Madrid    | Australia      | 26 - 7   | Francia    |

## Posiciones
Número de veces que las selecciones ocuparon cada posición en todas las ediciones.
| Equipo         | Campeón | 2º puesto |
| -------------- | ------- | --------- |
| Australia      | 2       |           |
| Estados Unidos | 1       |           |
| Rusia          |         | 1         |
| Irlanda        |         | 1         |
| Francia        |         | 1         |